# Bilen (film fra 1992)
 For alternative betydninger, se Bilen. (Se også artikler, som begynder med Bilen)
Bilen er en dansk eksperimentalfilm fra 1992 instrueret af John Goodwin efter eget manuskript.

## Handling
En video om en bilejer, hvis bil bliver omformet og genformet, mens hun intetanende tager sig et hvil på et hotelværelse.